# Lucie Škrobáková
Lucie Škrobáková (Hodonín, 4 gennaio 1982) è un'ex ostacolista ceca.

## Palmarès
| Anno | Manifestazione    | Sede       | Evento   | Risultato  | Prestazione | Note |
| ---- | ----------------- | ---------- | -------- | ---------- | ----------- | ---- |
| 2008 | Mondiali allievi  | Bydgoszcz  | 400 m hs | Batteria   | 1'02"70     |      |
| 2000 | Mondiali juniores | Santiago   | 100 m hs | Batteria   | 13"86       |      |
| 2001 | Europei juniores  | Grosseto   | 100 m hs | Bronzo     | 13"30       |      |
| 2002 | Europei indoor    | Vienna     | 60 m hs  | Batteria   | 8"35        |      |
| 2002 | Europei           | Monaco     | 100 m hs | Batteria   | 13"66       |      |
| 2003 | Europei under 23  | Bydgoszcz  | 100 m hs | Semifinale | 13"15       |      |
| 2004 | Mondiali indoor   | Budapest   | 60 m hs  | Batteria   | 8"29        |      |
| 2004 | Giochi olimpici   | Atene      | 100 m hs | Batteria   | 13"51       |      |
| 2005 | Europei indoor    | Madrid     | 60 m hs  | Semifinale | 8"20        |      |
| 2006 | Europei           | Göteborg   | 100 m hs | Batteria   | 13"45       |      |
| 2006 | Europei           | Göteborg   | 4x100 m  | Batteria   | dq          |      |
| 2008 | Giochi olimpici   | Pechino    | 100 m hs | Batteria   | 13"18       |      |
| 2009 | Europei indoor    | Torino     | 60 m hs  | Argento    | 7"95        |      |
| 2009 | Mondiali          | Berlino    | 100 m hs | Semifinale | 12"92       |      |
| 2010 | Mondiali indoor   | Doha       | 60 m hs  | Semifinale | 8"13        |      |
| 2010 | Europei           | Barcellona | 100 m hs | Semifinale | 13"10       |      |
| 2011 | Europei indoor    | Parigi     | 60 m hs  | 7ª         | 8"10        |      |
| 2011 | Mondiali          | Taegu      | 100 m hs | Semifinale | 12"98       |      |
| 2012 | Mondiali indoor   | Istanbul   | 60 m hs  | Semifinale | 8"18        |      |
| 2012 | Europei           | Helsinki   | 100 m hs | Semifinale | 13"17       |      |
| 2012 | Giochi olimpici   | Londra     | 100 m hs | Semifinale | 12"81       |      |
| 2013 | Europei indoor    | Göteborg   | 60 m hs  | Semifinale | 8"09        |      |
| 2013 | Mondiali          | Mosca      | 100 m hs | Batteria   | 13"24       |      |
| 2014 | Europei           | Zurigo     | 100 m hs | Batteria   | 13"29       |      |
| 2015 | Europei indoor    | Praga      | 60 m hs  | Batteria   | 8"17        |      |